# Силы обороны Ямайки
Силы обороны Ямайки (англ. Jamaica Defence Force) — совокупность войск Ямайки, предназначенная для защиты свободы, независимости и территориальной целостности государства. Состоят из сухопутных войск, военно-воздушных сил и береговой охраны.

## Численность
По состоянию на 2012 год, общая численность вооружённых сил составляла 2,83 тыс. чел., резерв — 953 чел.

### Сухопутные войска
Численность 2,5 тыс. человек. Состав: два пехотных батальона, один батальон поддержки и обслуживания, один инженерный полк (4 инженерные роты) и один пехотный батальон в резерве. Вооружение: 4 бронетранспортёра V-150 и 12 81-мм миномёта L16A1. Для замены V-150 заказанно 12 бронетранспортёров с противоминной защитой Bushmaster, поставки должны начаться с 2015 года.

### Военно-воздушные силы
Численность 140 человек. Состав: один военно-транспортный самолёт BN-2A Defender, три лёгких самолёта (один Cessna 210M и два DA40-180FP Diamond Star), восемь вертолётов (три Bell 412EP, два Bell 206B-3 Jet Ranger и три Bell 407).

### Береговая охрана
Численность 190 человек. Состав: 3 быстроходных патрульных катера и 8 патрульных катеров (три Cornwall (Damen Stan 4207), четыре Dauntless и один Paul Bogle (US 31m))

## Организационная структура

### Сухопутные войска
Главный штаб сил обороны Ямайки (англ. Headquarters Jamaica Defence Force (HQ JDF))
- Подразделения разведки Главного штаба сил обороны Ямайки (англ. Headquarters Jamaica Defence Force Intelligence Unit)

Пехота (англ. Infantry)
- Ямайский полк (англ. Jamaica Regiment)
  - 1-й батальон Ямайского полка (англ. 1st Battalion of the Jamaica Regiment)
  - 2-й батальон Ямайского полка (англ. 2nd Battalion of the Jamaica Regiment)
  - 3-й батальон Ямайского полка (англ. 3rd Battalion of the Jamaica Regiment)

Батальон поддержки и обслуживания (англ. Support and Services Battalion)
1-й инженерный полк сил обороны Ямайки (англ. 1 Engineer Regiment (JDF))